# Roger Lapébie
Vous lisez un « bon article » labellisé en 2017.
Pour les articles homonymes, voir Lapébie.
Henri Fernand Lapébie dit Roger Lapébie, né le 16 janvier 1911 à Bayonne et mort le 11 octobre 1996 à Pessac, est un coureur cycliste français.
Vainqueur du Tour de France 1937, le premier disputé avec dérailleur, il est également monté sur le podium de l'épreuve en 1934, à la troisième place. Il remporte au total neuf victoires d'étapes lors de ses différentes participations à la Grande Boucle, dont la première en 1932, dès sa première saison professionnelle. Il compte également à son palmarès un titre de champion de France en 1933, deux succès sur le Critérium national et le classement général de Paris-Nice en 1937. En 1934, il franchit la ligne d'arrivée de Paris-Roubaix en première position, avant d'être disqualifié pour un changement de vélo non autorisé. Grièvement blessé au genou lors d'une chute à l'arrivée de la classique Bordeaux-Paris en 1939, il met un terme à sa carrière professionnelle.
Surnommé « le Pétardier » ou « le Placide », il est un coureur complet, rouleur efficace, excellent descendeur et doté d'une bonne pointe de vitesse. Sa victoire sur le Tour en 1937 est marquée par deux coups de théâtre : l'abandon sur chute du maillot jaune italien Gino Bartali dans les Alpes, et le retrait de l'ensemble de l'équipe belge à Bordeaux, après la pénalité de 15 secondes infligée à son leader Sylvère Maes et principal concurrent du Français pour la victoire finale.
Roger Lapébie est le frère aîné de Guy Lapébie, 3e du Tour de France 1938. Son fils Christian et son neveu Serge, le fils de Guy, ont également effectué une carrière professionnelle.

## Biographie

### Jeunes années
Roger Lapébie naît le 16 janvier 1911 à Bayonne, où vivent ses parents Lucien Lapébie, cheminot à la Compagnie  du Midi, et Marie Larretgère. Roger Lapébie est le deuxième d'une famille de trois enfants : Clovis, de cinq ans son aîné, effectuera une carrière militaire au 4e régiment de zouaves à Tunis, tandis que Guy, de cinq ans son cadet, deviendra cycliste professionnel comme lui. En 1917, son père obtient une mutation dans la banlieue bordelaise et la famille s'installe à Talence. Quelques années plus tard, Roger Lapébie entre en apprentissage dans une miroiterie. Passionné de sport, il pratique la course à pied et intègre l'AS Patronage du Midi, puis l'Union athlétique bordelaise où il côtoie notamment Jules Ladoumègue.
En 1925, sur les conseils de son ami René Galley, apprenti comme lui dans la même entreprise et amateur de cyclisme, Roger Lapébie prend le départ d'une course de vitesse sur piste organisée par la Pédale Talençaise, qu'il remporte. L'année suivante, il décide de se consacrer entièrement au cyclisme et remporte La Médaille, sa première compétition régionale, toujours sur piste, avant d'être disqualifié : l'âge requis pour participer à la course est de 16 ans et Roger Lapébie a menti sur son état-civil en se vieillissant d'une année pour y prendre part. Il signe ensuite une licence à l'Union vélocipédique de France et se classe 3e du championnat de vitesse de la Gironde. En 1927, il commence à s'entraîner sur route et gagne le championnat de fond de la Gironde, une épreuve de 100 km. Il obtient également des succès sur la piste, dont un titre de champion du sud-ouest de la vitesse.
Le champion olympique Lucien Michard et le champion de France de vitesse Lucien Faucheux le recommandent auprès de Paul Ruinart, directeur du Vélo Club de Levallois, le meilleur club amateur français de l'époque. Roger Lapébie intègre ses rangs au début de l'année 1931. Il connaît plusieurs abandons lors de ses premières courses avant de remporter en solitaire le championnat de Paris, disputé sur le circuit de Montlhéry.

### Carrière professionnelle

#### Premiers succès (1932)

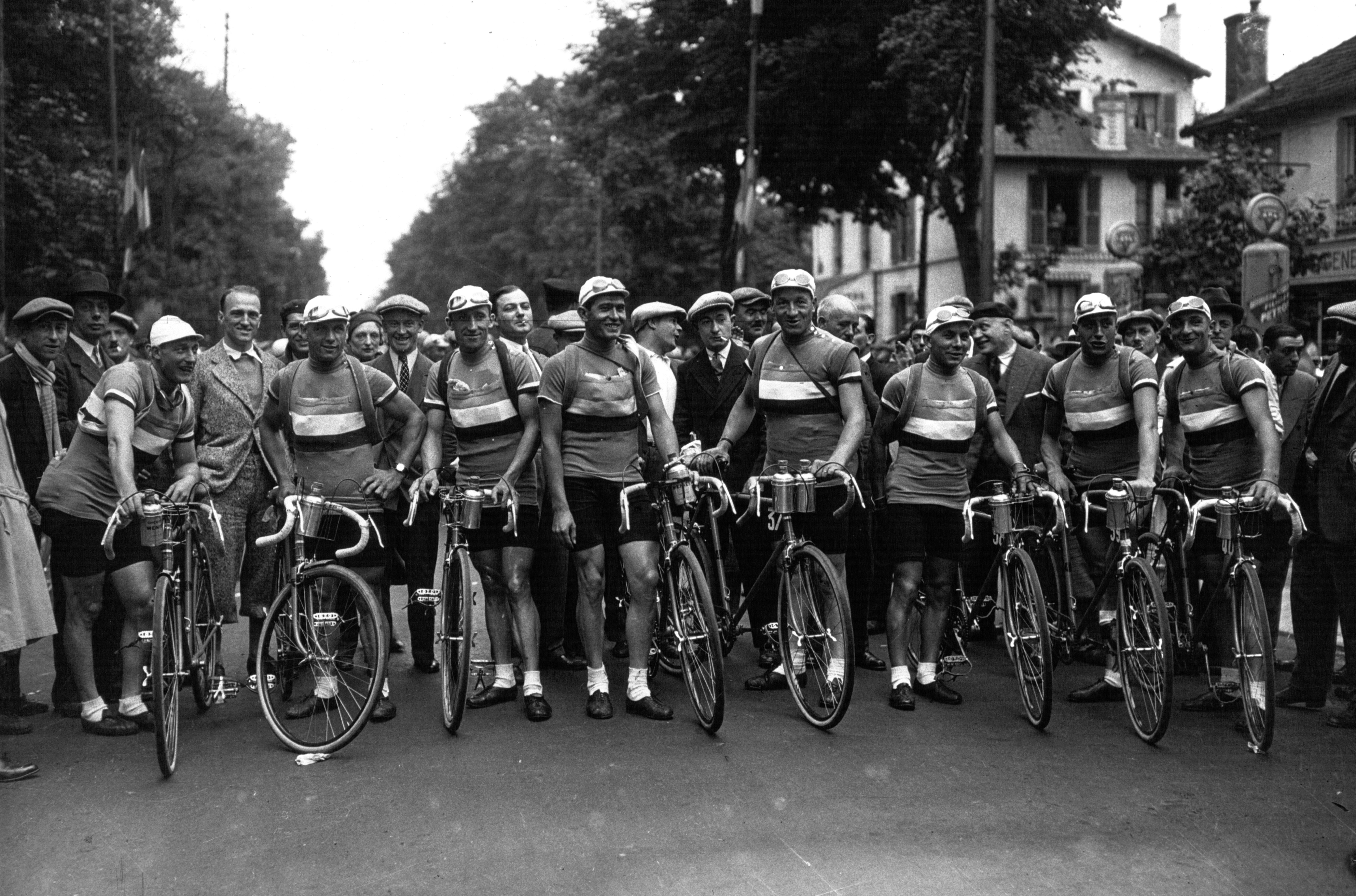
Roger Lapébie, premier coureur à droite, au sein de l'équipe de France sur le Tour 1932.

Roger Lapébie passe professionnel en 1932 au sein de l'équipe La Française. Il fait ses débuts au GP Wolber qui se déroule cette année-là en six étapes. L'épreuve, réservée aux jeunes coureurs français, rassemble 82 participants. Échappé avec André Vanderdonckt et Jean Driancourt sur la première étape entre Paris-Nemours et retour, il chute à l'entrée du vélodrome Buffalo où est jugée l'arrivée et doit se contenter de la 3e place. Grâce à ses victoires dans la cinquième puis dans la sixième étape, Roger Lapébie se classe finalement 3e de l'épreuve remportée par Maurice Archambaud. Cette performance lui vaut d'être sélectionné au sein de l'équipe de France, dont le leader est André Leducq, pour disputer le Tour de France. Il joue parfaitement son rôle d'équipier pour Leducq, en tête du classement général à partir de la troisième étape, et se distingue dans la douzième étape entre Gap et Grenoble. Après la descente de la rampe de Laffrey, seize coureurs se regroupent pour se disputer la victoire au sprint. Roger Lapébie se montre le plus rapide et remporte sa première victoire d'étape dans le Tour de France, devant son coéquipier Georges Speicher et le Belge Frans Bonduel. Lors des dernières étapes, il prend part à plusieurs échappées et travaille pour assurer la victoire finale d'André Leducq. Il achève sa première Grande Boucle à la 23e place du classement général.

#### Champion de France (1933)
Roger Lapébie, qui rejoint la formation Alcyon, se montre en forme dès le début de la saison 1933 : il s'impose sur le Grand Prix de l'Écho d'Alger devant André Godinat, en remportant les deux étapes. Il connaît ensuite quelques mésaventures. Malade dès le premier jour sur Paris-Nice, dont c'est la première édition, il ne peut jouer un rôle majeur et achève l'épreuve au 43e rang. Au Critérium national de la route, il abandonne après une chute sur une route gravillonnée, puis subit deux nouvelles chutes sur Paris-Roubaix en voulant franchir des trottoirs, se classant finalement 24e. Toutefois, sa 5e place sur Paris-Tours lui permet d'obtenir sa qualification pour le championnat de France. Il renoue avec le succès au mois de mai en gagnant le Circuit du Morbihan, après avoir largement distancé ses adversaires dans la première étape à Quimper. Quelques jours plus tard, il gagne Paris-Angers en battant au sprint ses compagnons d'échappée Raymond Louviot et Pierre Pastorelli. En forme ascendante, il remporte les deux premières étapes du GP Wolber, mais perd sa tunique de leader après une crevaison dans la troisième étape.
Roger Lapébie enchaîne les succès et remporte même le titre de champion de France sur le circuit de Montlhéry. Dans le deuxième tour, il s'échappe en compagnie d'Antonin Magne et Charles Pélissier. Les crevaisons et le rythme effréné mené par les coureurs provoquent tour à tour l'élimination de nombreux concurrents, si bien que la physionomie de la course se résume à une poursuite : à l'avant, Lapébie et Magne, désormais seuls, tentent de résister au retour d'un groupe de trois coureurs composé de Georges Speicher, André Leducq et René Bernard. Alors qu'ils sont en passe d'être rejoints, Roger Lapébie se détache et franchit la ligne d'arrivée en solitaire. Au terme d'une course éprouvante, seulement huit coureurs sont classés. Dans les jours suivants, il remporte le classement général de Paris-Saint-Étienne, bien que devancé au sprint dans la première étape par le Belge Romain Gijssels, puis par un autre Belge dans la seconde, Alfons Schepers. Il est logiquement sélectionné au sein de l'équipe de France, grande favorite du Tour 1933. Il se distingue en prenant la 2e place de l'étape Belfort-Évian, mais se montre plutôt discret tout au long de l'épreuve, remplissant le rôle d'équipier d'abord pour Maurice Archambaud, maillot jaune dès le premier jour, puis pour Georges Speicher, vainqueur final.

#### Victoires d'étapes sur le Tour (1934)

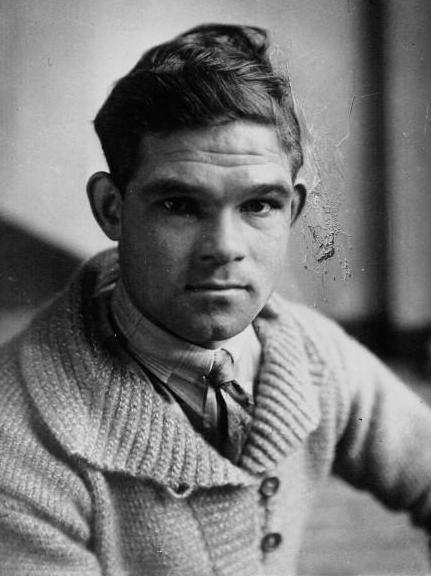
Gaston Rebry profite de la disqualification de Lapébie pour remporter Paris-Roubaix.

Paris-Nice constitue le premier objectif de la saison pour Roger Lapébie. Dans la première étape, il se glisse dans un groupe d'échappés qui arrive avec 11 minutes d'avance sur le peloton. La victoire d'étape à Nevers revient à Jules Merviel, tandis que Lapébie est 5e. Dans la deuxième étape, en direction de Lyon, il est à l'initiative d'une échappée qui prend forme entre Roanne et Tarare. Il gagne au sprint au vélodrome de la Tête d'or et prend la tête du classement général. Dans la quatrième étape entre Avignon et Marseille, le Belge Gaston Rebry, pourtant équipier de Lapébie, lance une attaque à plus de 100 kilomètres de l'arrivée, en compagnie de trois autres coureurs. Deuxième à l'arrivée, il prend la tête de l'épreuve avec 8 minutes d'avance sur Lapébie. Dans la dernière étape, le coureur français, soutenu par Maurice Archambaud, met en difficulté son rival belge dans la montée de La Turbie, mais celui-ci parvient à limiter l'écart et concède moins de 1 min 30 s à l'arrivée à Nice. Roger Lapébie remporte cette dernière étape et prend la 2e place du classement général final. Il s'impose ensuite sur le Critérium national, en réglant au sprint un groupe de treize coureurs qui s'étaient détachés dans la dernière côte du parcours. Cette nouvelle victoire, à seulement 22 ans, renforce sa popularité. Raymond Huttier, journaliste au Miroir des sports, le considère alors comme le meilleur routier français.
Présenté comme l'un des favoris de Paris-Roubaix, Roger Lapébie fait honneur à son statut en étant l'un des principaux animateurs d'une édition frappée par un vent violent, le plus souvent de face, qui gêne la progression des coureurs. Alors qu'il est en tête en compagnie de Gaston Rebry et Jean Wauters à 7 kilomètres de l'arrivée, il est victime d'une crevaison du pneu arrière. La voiture de son directeur Ludovic Feuillet étant immobilisée à la suite d'un accident, il n'a d'autre choix que d'emprunter le vélo d'un spectateur, sans dérailleur. Quelques mètres plus loin, il change à nouveau de vélo, empruntant cette fois une machine munie d'un dérailleur. Au prix d'un gros effort, il rejoint les deux hommes de tête dans les deux derniers kilomètres et les devance au sprint à l'arrivée sur le vélodrome de Roubaix. Pour autant, le règlement de l'Union vélocipédique de France stipule qu'il est strictement interdit aux coureurs de changer de vélo en cours de route : Roger Lapébie est ainsi disqualifié pour changement de vélo non autorisé et sa victoire lui est retirée au profit de Gaston Rebry,.
Cette déception n'entame pas sa motivation : tenant du titre de Paris-Saint-Étienne, il s'assure une nouvelle fois le gain de la course grâce à sa victoire dans la première étape, au sprint devant ses compagnons d'échappée Charles Pélissier et Antonin Magne. Sa pointe de vitesse lui permet également de remporter Paris-Vichy en prenant le dessus sur Raymond Louviot dans la dernière ligne droite. À l'inverse, il se montre incapable de suivre le rythme lors du championnat de France à Montlhéry et ne parvient pas à suivre les différentes attaques. Irrémédiablement distancé, il abandonne et perd son maillot tricolore.
Roger Lapébie se montre optimiste avant le départ du Tour de France, pour lequel il est encore sélectionné en équipe de France : « J'ai accompli, je crois, beaucoup de progrès comme grimpeur, j'espère bénéficier de quelques bonifications au sprint et, sincèrement, je pense que j'ai ma petite chance de gagner le Tour de France. » Retardé par un problème mécanique dans la première étape, il doit se contenter de la 10e place. De même, dans la deuxième étape, il règle le peloton pour prendre la 12e place, à 15 minutes des échappés. Il se replace pourtant au classement général en gagnant les deux étapes suivantes, à Metz et à Belfort, avant les premières étapes alpestres. Il fait bonne figure dans la huitième étape qui arrive à Grenoble, en prenant la 12e place à moins de dix minutes des premiers, ce qui lui permet de remonter au troisième rang du classement général, loin cependant du leader Antonin Magne et de son dauphin Giuseppe Martano. Il perd néanmoins deux rangs, largement distancé dans l'étape entre Gap et Digne, seulement 23e à plus de 16 minutes de son jeune coéquipier René Vietto.
Roger Lapébie remporte une troisième victoire d'étape au sprint à Marseille mais se blesse lourdement à la jambe gauche à cause d'une chute à vélo sur le chemin de son hôtel. Il se refuse pourtant à abandonner et brille de nouveau deux jours plus tard à Perpignan en effectuant le tour de piste le plus rapide de tous les concurrents. Il s'impose à nouveau le lendemain, à Ax-les-Thermes. En se classant 2e à Luchon après avoir aidé Antonin Magne à sauver son maillot jaune, Lapébie remonte au 4e rang du classement général. Il obtient une nouvelle 2e place à Pau, puis une autre sur le contre-la-montre de 90 km entre La Roche-sur-Yon et Nantes et sur la dernière étape entre Caen et Paris. Sa régularité lui permet de monter sur le podium final. Avec cinq victoires d'étape et une 3e place au classement général, son Tour de France est réussi. Pour autant, sa performance est quelque peu éclipsée par la victoire finale de son leader Antonin Magne et par les exploits en montagne du jeune René Vietto.

#### Lapébie en retrait (1935-1936)
La saison 1935 commence mal pour Roger Lapébie : il chute sur Milan-San Remo puis, atteint de la grippe, doit renoncer à plusieurs courses. Il obtient son premier résultat significatif sur Paris-Tours avec une 2e place au sprint derrière René Le Grevès. Au début du mois de juin, il gagne la première étape de Paris-Saint-Étienne à Nevers et conserve la tête du classement général le lendemain pour remporter sa troisième victoire consécutive dans cette épreuve. Pour autant, ses résultats décevants le privent d'une sélection en équipe de France pour le Tour. Il participe néanmoins à la Grande Boucle en intégrant l'équipe des Individuels français avec Jean Fontenay, Julien Moineau et Charles Pélissier. À l'attaque dans la deuxième étape vers Charleville, il est victime d'un problème mécanique puis d'une chute au cours de laquelle il se blesse au genou gauche. Il termine l'étape à la 80e place à plus de 35 minutes du vainqueur. Incapable de retrouver son meilleur niveau, il abandonne dans la douzième étape entre Cannes et Marseille. Après la fin du Tour de France, il prend la 3e place de Marseille-Lyon, son dernier résultat significatif de la saison sur route.
En novembre, il participe aux Six Jours de Paris au Vélodrome d'Hiver. L'épreuve est réservée aux routiers lors de cette édition et Lapébie est associé à Maurice Archambaud. Le duo construit son succès le dernier jour, en plaçant des attaques décisives lors du ravitaillement de leurs concurrents. Ils s'imposent avec trois tours d'avance sur les Italiens Learco Guerra et Giuseppe Olmo. En 1936, Roger Lapébie obtient des résultats très modestes : il se classe notamment 10e de Paris-Tours et 8e de Paris-Rennes. Au regard de ses performances, jugées insuffisantes, il n'est pas retenu pour participer au Tour de France.

#### Vainqueur du Tour de France (1937)

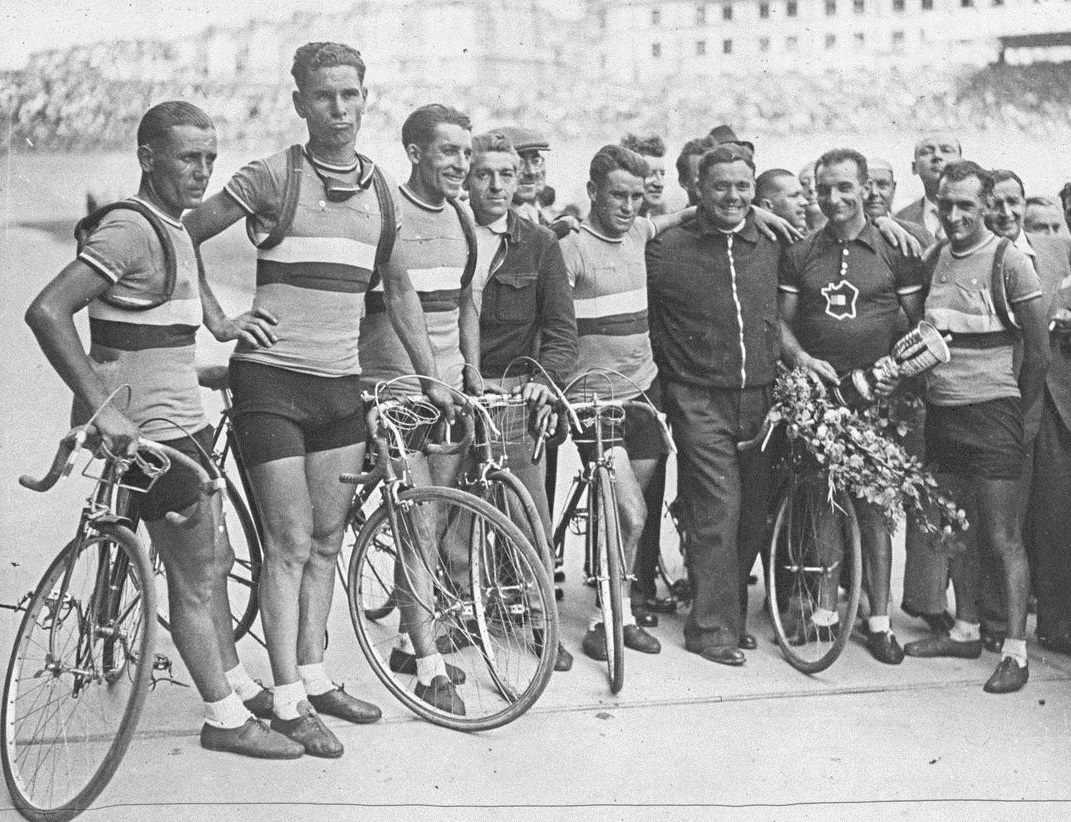
Roger Lapébie, entouré de ses coéquipiers à l'arrivée du Tour à Paris.

Roger Lapébie, qui court désormais pour l'équipe Mercier, débute brillamment sa saison 1937. Il prend la tête du classement général de Paris-Nice dans la deuxième étape, bien que devancé au sprint à Saint-Étienne par Fernand Mithouard. Il consolide sa position lors de l'étape suivante, en prenant l'initiative de l'échappée qui se dispute la victoire à Orange. L'équipe Mercier domine le contre-la-montre par équipes entre Orange et Cavaillon, mais une chute dans l'étape suivante le place sous la menace du Giuseppe Martano au classement général. Malgré plusieurs incidents mécaniques au cours des dernières étapes, Roger Lapébie remporte Paris-Nice. Au Critérium national, il s'échappe dans la côte de Châteaufort avec son coéquipier René Le Grevès. Les deux hommes, amis en dehors de leur métier, décident de ne pas se disputer la victoire et franchissent la ligne d'arrivée côte à côte en se tenant la main. Ils sont tous les deux déclarés vainqueurs, mais reçoivent une amende de 100 francs de la part de la commission sportive de l'Union vélocipédique de France. Roger Lapébie remporte un troisième succès en s'imposant sur la 2e étape de Paris-Saint-Étienne.
Présenté comme l'un des favoris de Bordeaux-Paris, il se place rapidement seul en tête de la course et maintient un rythme soutenu pendant 200 kilomètres, mais une forte douleur dans les reins le contraint à l'abandon à quelques kilomètres de Sainte-Maure-de-Touraine. De retour en forme pour disputer le championnat de France, il devance Joseph Soffietti au sprint pour prendre la 2e place derrière Georges Speicher, vainqueur en solitaire. Il est logiquement sélectionné par Jean Leulliot, directeur de l'équipe de France, pour courir le Tour 1937, le premier disputé avec dérailleur. Avant le départ, les coureurs français décident de partager l'ensemble des prix remportés au cours de l'épreuve.

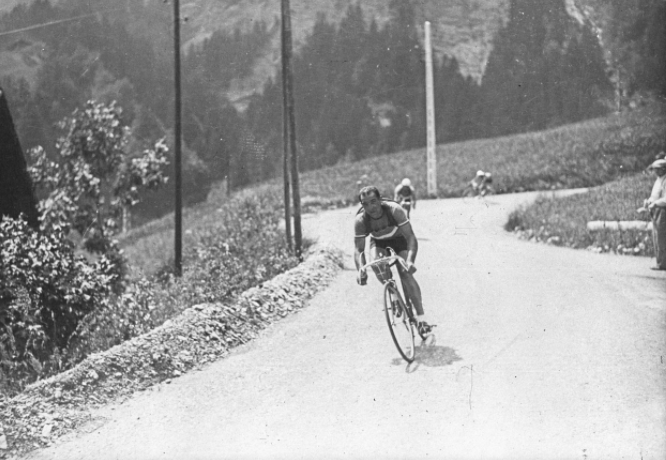
Roger Lapébie dans la descente du col des Aravis lors de la sixième étape.

Lors des premières étapes, Roger Lapébie se montre plutôt discret mais se place au classement général : à l'issue de la cinquième étape à Genève, où les coureurs ont droit à une journée de repos, il occupe le 10e rang à 17 minutes du maillot jaune allemand Erich Bautz. Les deux premières étapes alpestres sont un calvaire pour les coureurs de l'équipe de France, qui enregistre les abandons de Georges Speicher, Maurice Archambaud et Louis Thiétard. Roger Lapébie perd quant à lui du temps sur le nouveau maillot jaune, l'Italien Gino Bartali, auteur d'une démonstration dans le col du Galibier et vainqueur d'étape à Grenoble. Mais ce dernier chute au début de la neuvième étape entre Briançon et Digne. Dès lors, le Belge Sylvère Maes, tenant du titre, et l'Italien Mario Vicini, les coureurs les mieux placés au classement général, tentent des attaques successives, sans toutefois creuser un écart suffisant, ce qui fait le jeu des coureurs qui résistent, à l'image de Lapébie. À 30 kilomètres de l'arrivée, le coureur français se détache définitivement et remporte l'étape. Il remonte ainsi à la 3e place du classement général, à 1 min 22 s de Sylvère Maes qui endosse le maillot jaune.
L'équipe de France, amoindrie, ne peut rivaliser avec la Belgique lors du contre-la-montre par équipes vers Marseille. Roger Lapébie perd ainsi 1 min 31 s mais gagne une place au classement général en dépassant Vicini. Le lendemain, vers Montpellier, il profite de la crevaison de Maes pour reprendre une trentaine de secondes au maillot jaune. Peu avant le départ de la quinzième étape Luchon-Pau, il chute lors d'une sortie d'échauffement et s'aperçoit que la potence de son guidon a été volontairement sciée. Dans l'impossibilité de faire une enquête avant le départ, il repart avec son vélo hâtivement réparé mais sans porte-bidon. Les Belges attaquent d'entrée, ce qui place Roger Lapébie en grande difficulté. Après avoir concédé un retard de plus de cinq minutes avant le Tourmalet, il refait peu à peu son retard, en bénéficiant toutefois de nombreuses poussées, dont celles de Felix Levitan,. De plus, il se ravitaille auprès de son frère Guy, ce qui est contraire au règlement de l'époque,. À l'arrivée, il prend la 2e place de l'étape derrière Julián Berrendero et dans le même temps que le maillot jaune, mais il se voit ainsi pénalisé d'1 min 30 s.

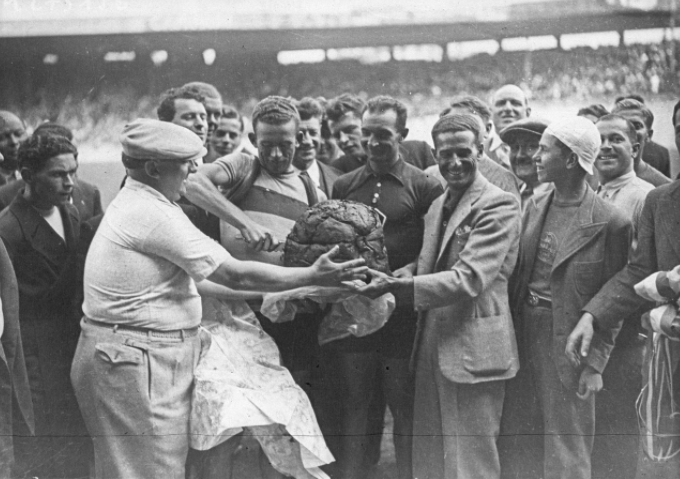
Mario Vicini, 2e du Tour, coupe le gâteau en l'honneur du vainqueur.

Lors de l'étape suivante vers Bordeaux, disputée dans une ambiance houleuse, Sylvère Maes crève et concède 2 min 23 s de retard à l'arrivée sur Lapébie, 2e, plus une pénalité de 15 secondes pour avoir bénéficié de l'aide de quatre coureurs belges extérieurs à l'équipe nationale. Ainsi, le coureur français revient à seulement 25 secondes de Maes au classement général. Celui-ci et l'équipe belge, qui s'estiment désavantagés, décident alors de se retirer. Lapébie endosse ainsi le maillot jaune. Avec deux victoires d'étapes supplémentaires, il s'assure la victoire finale dans le Tour de France devant Mario Vicini et Léo Amberg. La victoire de Roger Lapébie dans le Tour est alors minimisée par la presse sportive de l'époque qui considère que le coureur a surtout profité de la chute de Gino Bartali dans les Alpes et de l'abandon de Sylvère Maes à Bordeaux. Pour autant, il déclare après sa victoire : « Les dernières étapes de plat et les bonifications m'avantageaient et je reste persuadé qu'à Bordeaux, j'avais déjà gagné le Tour. L'abandon des Belges m'a frustré en me privant d'une victoire plus complète et plus convaincante, car je possédais réellement les moyens de battre Sylvère Maes à la régulière. » Selon Jean Leulliot, son directeur sportif, l'emploi du dérailleur a également favorisé le succès de son coureur : « Il est pour beaucoup dans la victoire de Roger Lapébie, qui a eu toujours au bon moment les développements qu'il désirait. »

#### Fin de carrière (1938-1939)
Roger Lapébie est en difficulté au début de la saison 1938 et n'obtient son premier résultat significatif qu'au début du mois de mai en prenant la 6e place de Paris-Tours, avant de s'imposer au sprint sur Paris-Sedan devant Raymond Louviot et Georges Mugnier. Il obtient ainsi sa qualification pour le championnat de France, dont il se classe 5e, largement devancé au sprint par le vainqueur Paul Maye. Il prend également la 2e place de Manche-Océan, une épreuve contre-la-montre de 137 km entre Paimpol et Auray créée cette même année. Victime de plusieurs ennuis mécaniques, il n'est devancé que par Jean Fontenay. Roger Lapébie ne peut ensuite défendre son titre sur le Tour de France : le directeur de l'épreuve, Henri Desgrange, l'accuse d'avoir contourné le règlement pour gagner le Tour l'année précédente et refuse de l'engager sous la pression des dirigeants belges.
En 1939, Roger Lapébie remporte la 1re étape de Paris-Nice. Il obtient ensuite un très bon résultat sur Paris-Roubaix en prenant la 3e place, puis un autre sur Paris-Rennes en finissant 2e, seulement battu au sprint par Sylvain Marcaillou. À l'arrivée de Bordeaux-Paris sur la piste du Parc des Princes, il heurte de plein fouet un portillon mal refermé en bord de piste, se fracturant la rotule en plusieurs endroits. Transporté en urgence à l'hôpital Boucicaut, il subit une longue opération qui permet de sauver sa jambe de l'amputation. Contraint de mettre un terme à sa carrière professionnelle, il ne peut remonter sur un vélo que quelques années plus tard. Le 10 juillet, il donne le départ du Tour de France 1939.

### Après carrière
En 1941, deux ans après la fin de sa carrière, Roger Lapébie ouvre un magasin de cycles sur le cours Victor-Hugo, à Bordeaux, dans lequel il vend des vélos à son propre nom, fabriqués par la marque Mercier. Sa passion pour le cyclisme reste intacte et il suit notamment le Tour de France 1948, dans lequel son frère Guy s'illustre en prenant la 3e place, pour le compte du journal L'Aurore. Quelques années plus tard, Roger Lapébie devient agent commercial au sein d'une grande entreprise spécialisée dans la construction de cuves souterraines pour les stations-service, puis ouvre un restaurant à Arcachon. Après la faillite et la vente de cet établissement, il travaille comme ouvrier sur des chantiers de construction. Il est également chauffeur moto sur Paris-Nice, dans les années 90, jusqu'à ses 80 ans, soit 20 ans de plus que ce qu'autorise le règlement de la caravane à l’époque. À la fin de sa vie, il réside dans la maison de ses parents à Talence, face au château La Mission Haut-Brion. Il meurt le 11 octobre 1996 à la clinique mutualiste de Pessac, à l'âge de 85 ans,.

## Hommages et postérité

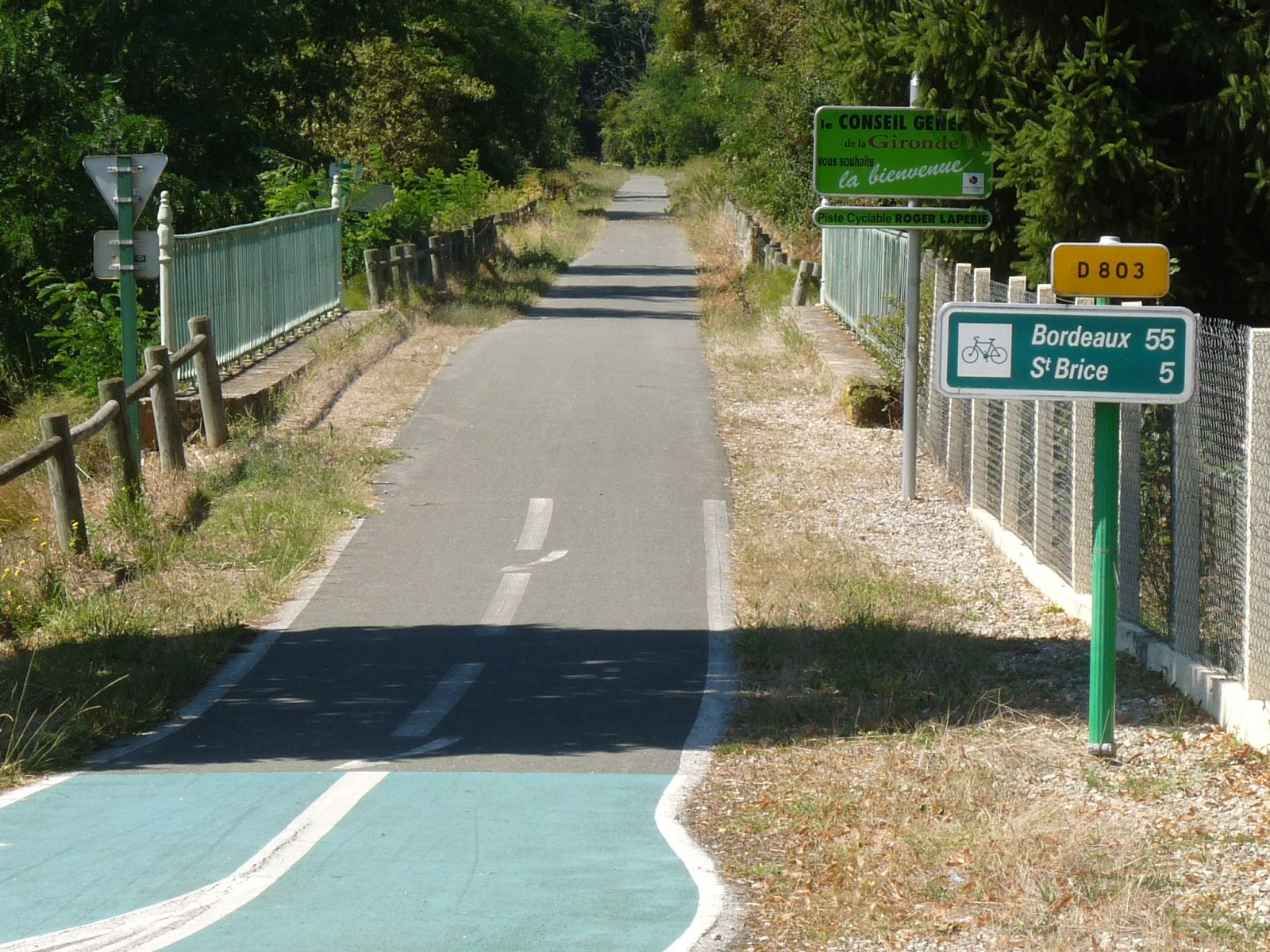
Un tronçon de la voie verte Roger Lapébie.

Plusieurs lieux en Gironde rendent hommage à Roger Lapébie : une avenue à Villenave-d'Ornon, une impasse à Talence, une rue à Bègles et un rond-point à Bordeaux-Lac, ainsi qu'une voie verte de 54 km entre Bordeaux et Sauveterre-de-Guyenne, portent son nom,. Une épreuve cyclosportive organisée dans les Pyrénées à Luchon, porte le nom de « La Lapébie » en souvenir en premier lieu de Serge son neveu, mais aussi de Roger et de son fils Christian ainsi que de Guy père de Serge. En 1988, « Vas-y Lapébie ! », un documentaire de 27 minutes réalisé par Nicolas Philibert, retrace la carrière du champion.

## Style et personnalité
Roger Lapébie est présenté comme un athlète complet. Routier-sprinteur puissant, doté d'une grande souplesse, sa pointe de vitesse lui permet de bien figurer lors des arrivées groupées. Il compense sa relative faiblesse dans les ascensions par des qualités de rouleur efficace et de « descendeur hors du commun ». Jacques Augendre, spécialiste du cyclisme et du Tour de France, le décrit comme un coureur déterminé et faisant preuve de volonté : « Chez lui, la qualité athlétique était indissociable d'un gros mental. » Journaliste au Miroir des sports, Raymond Huttier le considère comme l'un des meilleurs coureurs de sa génération : « En valeur intrinsèque, Roger Lapébie surpassait Magne, Leducq et Archambaud. Il était d'une classe éblouissante. » Rouleur et descendeur remarquable, il compensait dans les descentes et sur le plat sa faiblesse relative dans la montée des cols. Roger Lapébie est surnommé « le Pétardier » en raison d'un caractère bien trempé et de fréquentes sautes d'humeur,, mais aussi « le Placide ».

## Palmarès

### Palmarès année par année
| - 1931 - Championnat de Paris - 2e de Paris-Conches - 1932 - 12e étape du Tour de France - 5e et 6e étapes du GP Wolber indépendants - 3e du GP Wolber indépendants - 1933 - Champion de France sur route - Paris-Saint-Étienne - Grand Prix de l'Écho d'Alger : - Classement général - 1re et 2e étapes - Circuit du Morbihan : - Classement général - 1re étape - Paris-Angers - 1re et 2e étapes du GP Wolber indépendants - 5e de Paris-Tours - 1934 - 2e et 5eb étape de Paris-Nice - Critérium national - Paris-Saint-Étienne : - Classement général - 1re étape - Paris-Vichy - 3e, 4e, 12e, 14e et 15e étapes du Tour de France - Omnium international de Buffalo - 2e de Paris-Nice - 3e du Tour de France | - 1935 - Paris-Saint-Étienne : - Classement général - 1re étape - Six Jours de Paris (avec Maurice Archambaud) - 2e de Paris-Tours - 3e de Marseille-Lyon - 1936 - 3e des Six Jours de Paris (avec Maurice Archambaud) - 10e de Paris-Tours - 1937 - Classement général de Paris-Nice - Critérium national - 2e étape de Paris-Saint-Étienne - Tour de France : - Classement général - 9e, 17ec et 18ea (contre-la-montre) étapes - 1938 - Paris-Sedan - 2e de Manche-Océan (contre-la-montre) - 6e de Paris-Tours - 1939 - 1re étape de Paris-Nice - 2e de Paris-Rennes - 3e de Paris-Roubaix |  |

### Résultats dans les grands tours

#### Tour de France
5 participations
- 1932 : 23e, vainqueur de la 12e étape
- 1933 : 29e
- 1934 : 3e, vainqueur des 3e, 4e, 12e, 14e et 15e étapes
- 1935 : abandon (12e étape)
- 1937 :  Vainqueur du classement général, vainqueur des 9e, 17ec et 18ea (contre-la-montre) étapes,  maillot jaune pendant 4 jours (dont 7 demi-étapes)